# باول إيسولا
باول هيرفي إيسولا تيهامبا Paul Essola (بالفرنسية: Paul Essola)‏، من مواليد 13 ديسمبر 1981 في دوالا في الكاميرون، لاعب كرة قدم كاميروني.
بدأ مسيرته الكروية مع نادي باستيا الفرنسي في عام 1998، ولعب معهم حتى عام 2006، وشارك معهم في 17 مباراة، وفي عام 2002 أعير إلى نادي سيرتيل الفرنسي، ولعب معهم 13 مباراة، وفي عام 2007 انتقل إلى نادي ستال ألتشيفسك الأوكراني، ومنذ عام 2007 وهو يلعب مع نادي آرسنال كييف الأوكراني.
منذ عام 2007 وهو يلعب مع منتخب الكاميرون لكرة القدم.

## روابط خارجية
- باول إيسولا على موقع اتحاد أوكرانيا (الإنجليزية)
- باول إيسولا على موقع رابطة كرة القدم الفرنسية للمحترفين (الإنجليزية)
- باول إيسولا على موقع قاعدة بيانات كرة القدم.إي يو (الإنجليزية)
- باول إيسولا على موقع ليكيب (الفرنسية)
- باول إيسولا على موقع ناشيونال فوتبول تيمز (الإنجليزية)
- باول إيسولا على موقع Soccerway.com (الإنجليزية)
- باول إيسولا على موقع عالم كرة القدم.نت (الإنجليزية)
- باول إيسولا على موقع كووورة